# 岡村久和
岡村久和（おかむら　ひさかず、1955年〈昭和30年〉4月21日 - ）は、亜細亜大学都市創造学部教授、国際交流委員長。
日本の国際的スマートシティの第一人者。東京都出身、日本アイ・ビー・エム株式会社出身。”スマートシティはビジネスでなければならない、健全なビジネス利益で地域に貢献する国際モデルのスマートシティ作り”を主義とし数々の国内外のまちづくりを支援。
2017年に世界で最も影響のあるスマートシティリーダー50人（Most Impactful Smart Cities Leaders Global Listing　）に選出された。
https://www.kantei.go.jp/jp/singi/it2/pd/wg/kousei.html
http://www.worldcsrcongress.com/role_players/2017/hisakazu_okamura.html
https://www.youtube.com/watch?v=DrbjKvDNpIc

## 略歴
1955年　東京都　1978年 早稲田大学商学部卒
1982年 　日本IBM入社　
2008年　IBMスマータープラネット､スマーターシティ事業。
2009年　スマーターシティ事業部 係長
2016年  亜細亜大学都市創造学部 教授
2017年  同   国際交流委員長(Vice President for International Affairs)
2021年  同   国際交流委員長(Vice President for International Affairs)　退任
関連業務歴
200８年  経済産業省 スマートコミュニティ立上、北九州市ｽﾏｰﾄコミュニティ
2011年  内閣府　環境未来都市支援委員　　　
2011年  総務省　地域情報化アドバイザー
2012年  川崎区臨海部帰宅困難者対策協議会アドバイザー
2012年  神戸市環境未来都市ｱﾄﾞﾊﾞｲｻﾞｰ
2012年 日本最大太陽光発電事業立ち上げ (瀬戸内市)
2013年  内閣官房　IT総合戦略室　パーソナルデーター・技術WG構成員
2015年  内閣府 電子政府委員
2015年　木質バイオマス発電機Volter40起業、現Volterジャパン顧問。
2017年  スマートシティに最も影響ある 世界の５０人選出
2018年  ＥＵ連合  ＥＵゲートウェイ建築技術 審査委員長

## 主に関わったスマートシティプロジェクト
・経済産業省、神戸市、川崎市 臨海地区、横浜市、北九州市、瀬戸内市 、米ニューオーリンズ市 、武蔵野市 
　北秋田市、茅野市、三鷹市、調布市、インドネシアデルタマス
　その他多数

## 著書
- 「パンデミック革命」幻冬舎　2021年
- 「IoT時代のビッグデータビジネス革命」　 インプレス　2018年
- 「スマートシティ」（アスキーメディアワークス）  2011年→Ｋｉｎｄｌｅで再販 2020年
- 「Creating, Analyzing and Sustaining Smarter Cities 」  イギリス 2017年 7月
- 「スマートグリッド教科書」 インプレス    2011年
- 「ソーシャル社会が日本を変える」 アスキーメディアワークス  2011年
- 「地球企業への変革」 工業調査会